# الین بیلی
الین بیلی (انگلیسی: Aleen Bailey؛ زادهٔ ۲۵ نوامبر ۱۹۸۰) دونده اهل جامائیکا است. از افتخارات وی میتوان به کسب مدال طلا دو ۴×۱۰۰ متر امدادی در بازی‌های المپیک تابستانی ۲۰۰۴ اشاره کرد.